# البيان المشترك بشأن إقامة العلاقات الدبلوماسية
أُعلن عن البيان المشترك بشأن إقامة العلاقات الدبلوماسية في 1 يناير 1979 في 15 ديسمبر 1978 (16 ديسمبر في الصين)، والذي أسس العلاقات الرسمية بين الولايات المتحدة وجمهورية الصين الشعبية.
تزامن الإعلان مع انتهاء اعتراف الولايات المتحدة الرسمي بجمهورية الصين (المعروفة الآن باسم "تايوان")، والذي أعلنه الرئيس جيمي كارتر في ديسمبر 1978. كما أعلن كارتر انسحاب جميع العسكريين الأمريكيين من تايوان وانتهاء معاهدة الدفاع المشترك الصينية الأميركية الموقعة مع جمهورية الصين. ومع ذلك، فإن قانون العلاقات مع تايوان، الذي أُقر بدعم قاطع من الكونجرس الأمريكي (ووقعته إدارة كارتر) بعد ذلك بوقت قصير، استمر في توفير الإطار القانوني كقانون محلي أمريكي للحفاظ على العلاقات التجارية والثقافية وغيرها دون تمثيل حكومي رسمي ودون علاقات دبلوماسية للعلاقات غير الرسمية، متمثلة في المعهد الأمريكي في تايوان.
وإلى جانب الاعتراف الرسمي، يؤكد البيان على المبادئ المتفق عليها في بيان شنغهاي، الذي صدر قبل سبع سنوات تقريبا.

## نقاط
وقد حدد المعهد الأمريكي لتايوان تسعة نقاط أساسية موجزة في الاتفاقية المبرمة عام 1979 بين الولايات المتحدة والصين.
1. اعترفت الولايات المتحدة بأن حكومة جمهورية الصين الشعبية هي "الحكومة الشرعية الوحيدة للصين"، وأقرت بالموقف الصيني القائل بأن "هناك صينًا واحدة فقط، وتايوان جزء منها". إضافةً إلى ذلك، ستواصل الولايات المتحدة الحفاظ على علاقات ثقافية وتجارية وغير رسمية مع تايوان، وستُطبّع العلاقات بين الصين والولايات المتحدة.[3]
2. أن "مسألة مبيعات الأسلحة الأمريكية إلى تايوان" لم يتم تسويتها خلال المفاوضات بين البلدين.[3]
3. أن كلا الجانبين سوف يحترم "سيادة كل منهما وسلامة أراضيه" وعدم التدخل في "الشؤون الداخلية" للآخر.[3]
4. وتؤكد الحكومة الصينية أن "مسألة تايوان هي شأن داخلي صيني".[3]
5. وتؤكد حكومة الولايات المتحدة أنها "تعلق أهمية كبيرة على علاقاتها مع الصين"، وأكدت أنها "لا تنوي انتهاك السيادة الصينية وسلامة أراضيها"، أو التدخل في الشؤون الداخلية للصين، ولن تنتهج سياسة "صينين" أو "صين واحدة وتايوان واحدة".[3]
6. في ضوء الأخذ بعين الاعتبار تصريحات كل طرف بشأن قضية تسليح تايوان، أعلنت حكومة الولايات المتحدة أنها لا "تسعى إلى تنفيذ سياسة طويلة الأجل لبيع الأسلحة إلى تايوان"، بل إنها "تعتزم تقليص مبيعاتها من الأسلحة إلى تايوان تدريجياً" على مدى فترة من الزمن "تؤدي إلى حل نهائي".[2]
7. ولتحقيق "تسوية نهائية" بشأن "مسألة مبيعات الأسلحة الأمريكية إلى تايوان"، فإن البلدين سيبذلان "كل جهد ممكن" لاتخاذ التدابير وتهيئة الظروف "المواتية للتسوية الشاملة" للقضية.[3]
8. إن تطوير العلاقات بين الولايات المتحدة والصين لن يكون في مصلحة البلدين فحسب، بل سيكون أيضًا "مفيدًا للسلام والاستقرار في العالم".[2]
9. ومن أجل تحقيق تقدم صحي في العلاقات بين الولايات المتحدة والصين والحفاظ على السلام العالمي، فإن الحكومتين "تؤكدان المبادئ" التي اتفق عليها الجانبان في "بيان شنغهاي والبيان المشترك بشأن إقامة العلاقات الدبلوماسية"، وأن الجانبين سيبقيان على اتصال ويشاركان في "مشاورات مناسبة بشأن القضايا الثنائية والدولية ذات الاهتمام المشترك".[3]

## اختلافات في الصياغة بشأن السيادة على تايوان
في البيان المشترك، بالنسبة لموقف "لا توجد إلا صين واحدة وتايوان جزء من الصين" (只有一个中国，台湾是中国的一部分)، فإن الفعل في النص الإنجليزي للولايات المتحدة هو "يُقرّ"، ويُشير إلى "الموقف الصيني"، بينما في النص الصيني للصين هو "承认" ويعني الموافقة. وبالمقارنة مع صياغة النقطة السابقة، هناك اختلافات واضحة.
وفقًا للمصدر، خلال مرحلة التدقيق النهائية عشية البيان، اكتشف تشانغ وينجين، نائب وزير خارجية جمهورية الصين الشعبية آنذاك، الاختلافات في صياغة الحكومة الأمريكية بين وجهات نظر تايوان ووجهات نظر الاعتراف بالحكومة الصينية، لذلك قرر بحزم تعيين الكلمة الصينية لآراء تايوان على "承认" لجعلها معادلة للكلمة الإنجليزية "recognizes"، بما يتماشى مع مصالح الحكومة الصينية؛  أشار الدبلوماسي الأمريكي هارفي جوليان فيلدمان في مقابلة أجريت معه عام 1999 إلى أن جيمس ستابلتون روي، نائب مدير مكتب الاتصال الأمريكي في بكين والذي شارك في المفاوضات في ذلك الوقت، كان على علم أيضًا بهذا التغيير في الترجمة، لكن فيلدمان اعتقد أن روي كان يحاول تطبيع العلاقات الصينية الأمريكية في أسرع وقت ممكن، لذلك ظل صامتًا بشأن ذلك. وبعد ذلك، أعلنت الحكومتان هذا البيان في وقت واحد.
منذ ذلك الحين، أصرت الحكومات الأمريكية المتعاقبة على أنها على دراية تامة (أي أنها لم تُوافق بعد) بأن "هناك صينًا واحدة فقط، وتايوان جزء من الصين"،  كما عبّرت عن هذا الموقف في مناسبات عديدة،  وتعتقد أن النص الإنجليزي وحده هو المُلزم للحكومة الأمريكية. من ناحية أخرى، تُصرّ الحكومة الصينية على أن النص الصيني مُلزم أيضًا للحكومة الأمريكية، وبالتالي تُلزمها بقبول وقبول الرأي القائل بأن "هناك صينًا واحدة فقط، وتايوان جزء من الصين".

## روابط خارجية
- النص الكامل للبيان